# 밀회 (2003년 드라마)
《밀회》는 2003년 4월 18일에 MBC에서 방영한 베스트극장이다.

## 등장 인물

### 주요 인물
- 임경옥 : 수진 역
- 최성준 : 동우 역
- 이정훈 : 규철 역 - 수진의 남편

### 주변 인물
- 김인문 : 동우의 아버지 역
- 원미원 : 동우의 어머니 역
- 원덕현 : 경민 역 - 수진의 아들

### 그 외 인물
- 조현숙 : 수진의 친구 역
- 한태일
- 표은정
- 강소정
- 송성희
- 이미선
- 이재호